# Musée d'histoire de l'Église

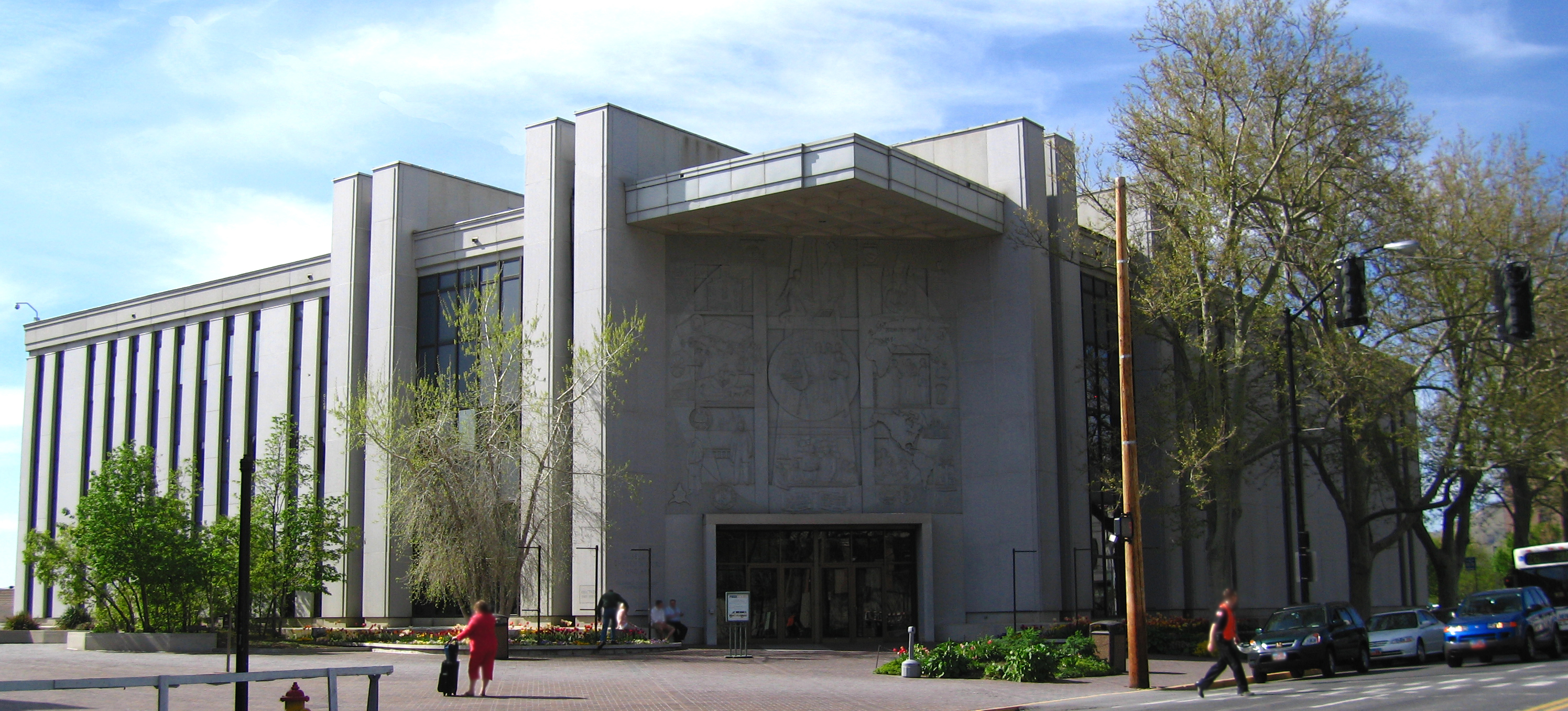
Musée d'art et d'histoire de l’Église de Jésus-Christ des saints des derniers jours

Le musée d’histoire de l’Église est le premier musée mis en fonction par l’Église de Jésus-Christ des saints des derniers jours. Il est situé à Salt Lake City dans l’Utah, face aux portes ouest de Temple Square. Jusqu’en novembre 2008, il était nommé musée d’art et d’histoire de l’Église.
Le musée contient des collections d’art, d’objets, de documents, de photographies, d’outils, de vêtements et de meubles anciens de presque deux siècles. Il a été dédicacé et ouvert le 4 avril 1984. L’une des principales instigatrices de la création du musée de l’Église fut Florence S. Jacobsen, conservatrice et ancienne présidente générale de l’organisation des Jeunes Filles de l’Église.